# Кленский, Димитрий Кириллович
Димитрий Кириллович Кленский (эст. Dimitri Klenski, 2 декабря 1945, Таллин, Эстонская ССР) — эстонский общественно-политический деятель, журналист.

## Биография
Родился 2 декабря 1945 года в Таллине в семье врачей. По отцу — обрусевший эстонец в шестом поколении. Известно, что по материнской линии предки тоже были эстонцами. В школу пошёл в возрасте 8 лет, так как вообще не владел русским языком — пока родители учились в университете, ходил в круглосуточный детсад для эстонских детей. Закончил Таллинскую 19-ю среднюю школу в 1964 году. В том же году поступил на химфак Таллинского Политехнического института. Закончил его в 1969 году.
В КПСС вступил в 1967 году. Был распределён в НПО «Импульс» в Таллине, позже был переведён в Москву. В 1970-72 году был внештатным корреспондентом «Московского комсомольца».
В 1972 году возвращается в Таллин, устраивается корреспондентом в газету «Советская Эстония». После — корреспондент газеты «Правда», работал замдиректора Эстонского телеграфного агентства, корреспондентом журнала «Огонёк» по Прибалтике, комментатором русской редакции Эстонского радио, корреспондентом инфослужбы «Раэпресс», главным редактором газеты «Вести», комментатором в газете «Эстония» и корреспондентом еженедельника «День за днем», откуда был уволен, но позже восстановлен решением Комиссии по трудовым спорам.
В 1994 году был учредителем Объединенной народной партии, из которой вышел в 1995 году.
В 2002-2005 гг. был независимым (беспартийным) депутатом фракции Центристской партии в столичном горсобрании. По его собственному мнению, сделал этот шаг только для того, чтобы публично озвучивать «дискриминацию неэстонцев и особенно русского меньшинства в Эстонии». В 2006 году на выборах в органы самоуправления набрал чуть больше 900 голосов (Ласнамяэ), но в горсобрание не прошел.
Димитрий Кленский является автором множества публикаций в русскоязычной прессе. Его статьи размещают у себя такие интернет-издания, как Портал русской общины Эстонии, Regnum и другие.

### «Бронзовый процесс»
Димитрий Кленский, Марк Сирык, а также лидеры движения «Ночной дозор» Максим Рева и Дмитрий Линтер обвинялись в организации массовых беспорядков во время событий последовавших за переносом памятника Бронзовому солдату в Таллине в апреле 2007 года. По словам Димитрия Кленского:
Хотя этот процесс называется уголовным, всем понятно, что это дело политическое. Власти намерены устроить показательный процесс. Лично я не признаю свою вину ни по одному из пунктов обвинения.
5 января 2009 года обвиняемые в организации беспорядков были полностью оправданы судом в связи с отсутствием состава преступления. Суд постановил снять со всех четверых подписку о невыезде и компенсировать им материальные затраты, понесенные в связи с пребыванием под арестом в ходе предварительного заключения.

### Выборы в Европейский парламент
В 2009 году на выборах в Европейский парламент набрал 7.095 голосов, показав лучший результат среди так называемых «русских кандидатов», но в Европарламент не прошёл.

### Муниципальные выборы 2009
18 октября 2009 года на муниципальных выборах «Список Кленского — Русский центр» получил чуть более одного процента голосов (при необходимом минимуме в 5 %). По их итогам выступил с критикой в адрес политической партии «Единая Россия» заявив, что поддержка Единой Россией на выборах в органы местного самоуправления Центристской партии Эстонии наносит вред русским и русскоговорящим жителям страны.

## Семья
- Женат, сын — Кирилл.
- Внуки — Егор, Матвей.
- Сестра — актриса Эстонского драматического театра Мария Кленская.
- Брат — хирург.

## В художественной литературе
- Молодой журналист Кленский является одним из героев книги Сергея Довлатова «Компромисс»[9].

## Награды
- Почётная грамота Правительственной комиссии по делам соотечественников за рубежом (2008)[10].
- Почётная грамота Правительственной комиссии по делам соотечественников за рубежом (2023)[11].

### Видео
- Нежная политика с Алисой Блинцовой. Гость — Димитрий Кленский (7 Jun 2019)
- Димитрий Кленский в программе «К барьеру!». Выпуск 143 (17 May 2007) Архивная копия от 20 июля 2017 на Wayback Machine